# ヴィキング・ダール
ヴィキング・ダール（スウェーデン語: Viking Dahl, 1895年10月8日 - 1945年1月5日）は、スウェーデンの作曲家。

## 生涯
スコーネ県ウースビー出身。1915年から1919年までストックホルム音楽大学で学び、その後コペンハーゲンとベルリンに留学した。ストックホルムにいた頃からすでにモダニズムの傾向を見せていたが、1920年前後のパリ滞在中に当時の前衛作曲家であるダリウス・ミヨーとモーリス・ラヴェルと親交を持つようになった。その後バレエ・スエドワのために斬新なバレエ音楽『精神病院Maison de Fous』（1920年）を作曲し、同年11月8日パリにて初演された。これを見たラヴェルはダールを「若い作曲家の中で最も優れた才能を持つ一人」と評価した上、ダールに本格的な音楽理論を身につけさせようとした。その評価にもかかわらずダールはスウェーデンに帰国を余儀なくされたため、ダールの才能が発揮されたのはパリに滞在した2年弱程度だった。帰国後はヴァールベリのオルガニストや音楽教師となり、作曲はしたもののかつて程ではなく、その死までオルガニストの職にあった。

## 作品

### 作曲を手掛けた作品
- 全ての勝者
Allsegraren オペラ
- 牧神の昼休み
En fauns lunchrast 1937年
- 舟歌
En sjömansvisa
- 5つの歌
Fem visor
- ユーモラス
Humoresk
- 姉妹と兄弟の中の3つの歌
I systrar, I bröder, tre sånger
- 精神病院
Maison de fous バレエ音楽 1920年
- 夜想曲
Nocturne
- 牧歌
Pastoral op.3:1
- 詩
Poem op.11
- 夏の讃美歌
Psalm om sommaren
- 雨模様
Regnväder
- センセーションI
Sensation I
- センセーションII
Sensation II
- 小交響曲
Sinfonietta
- 舟歌、五つの船尾の中の全ての芸術のゲーム
Sjömansvisa, i fem akter
- スウェーデン調曲　ポーランドの花嫁
Svenska låtar Brudpolska
- スウェーデン調曲　船旅
Svenska låtar, Marsch
- スウェーデン調曲　合唱の前奏
Svenska låtar, Preludium och koral
- 三つの歌
Tre sånger
- 三つの歌
Två sånger op. 5
- Ä du mä på dä